# 158 Koronis
Koronis /kɒˈroʊnɪs/ (định danh hành tinh vi hình: 158 Koronis) là một tiểu hành tinh ở vành đai chính và là tiểu hành tinh kiểu S. Ngày 4 tháng 1 năm 1876, nhà thiên văn học người Nga Viktor K. Knorre phát hiện tiểu hành tinh Koronis khi ông thực hiện quan sát tại đài thiên văn Berlin và là tiểu hành tinh đầu tiên trong số bốn tiểu hành tinh do ông phát hiện.
Tên của 158 Koronis được dùng để đặt cho nhóm tiểu hành tinh họ Koronis. Một tiểu hành tinh trong nhóm này - tiểu hành tinh 243 Ida - đã được tàu vũ trụ tới thăm và cho một số ý niệm về dáng vẻ bề ngoài của các tiểu hành tinh nhóm này.
Dựa trên một mô hình được dựng lên từ đường cong ánh sáng của nó, thì hình dạng của Koronis giống như của "243 Ida", tuy nhiên nó lớn hơn một chút. 